# Brug 856
Brug 856 is een kunstwerk in Amsterdam-Zuid. 
De brug is in dit geval een viaduct of tunnel afhankelijk van het gezichtspunt. Het bouwwerk ligt over het voet- en fietspad langs de Europaboulevard. De bovenliggende weg is een toegangsweg tot het RAI-complex. Het viaduct heeft ten opzichte van de meeste bruggen in Amsterdam een afwijkende aanduiding, ze begint met KW (Kunstwerk).

## Eerste versie
De voorbereidende werkzaamheden begonnen op 10 september 1980; er moest grond verplaatst worden. Er werd vanaf dan gebouwd aan een viaduct met een doorvoerbreedte van 12 meter (brugdek 13,6 meter); het bovenliggende brugdek was ruim 22 meter en er was een doorrijhoogte van 2,50 meter. Voor het bouwwerk gingen 66 betonnen heipalen de grond in. Het brugdek werd ingedeeld met twee rijstroken richting RAI en vier richting Europaboulevard. Het ontwerp kwam de Dienst der Publieke Werken met esthetisch architect Dirk Sterenberg. Eind maart 1981 werd het viaduct opgeleverd. Sterenberg kwam voor dit viaduct ook met enkele betonplastieken in de vorm van ronde schijven (zie bijvoorbeeld brug 704), zoals bij meerdere werken van hem hebben.
De omgeving van brug 856 kende vanaf dan eigenlijk geen rust. Er werd gebouwd aan de Rijksweg 10 en haar kruising met de Europaboulevard. Het Station Amsterdam RAI werd afgebroken en weer opgebouwd en er kwam een metrolijn. Al die tijd bleef dit viaduct in gebruik, al moesten voetgangers en fietsers soms vanwege die bouwactiviteit een bochtig parcours afleggen, ook al omdat de RAI zelf steeds bijbouwde.

## Tweede versie
Het eind van dit viaduct kwam in zicht toen Amsterdam de Noord/Zuidlijn ging aanleggen. Voor de werkzaamheden moest het viaduct afgebroken worden. Toen de grootste werkzaamheden hier weer achter de rug waren, kwam er eenzelfde soort viaduct terug, maar dan naar een ontwerp van Benthem Crouwel Architekten. Dit kantoor kreeg de opdracht vooral op de veiligheid te letten. Het werd uiterlijk een op Sterenbergs werk gelijkend viaduct/tunnel, Benthem Crouwel zorgde echter voor twee lichtstroken voor de tunnelwanden.

## Omgeving
Zowel het oude als het nieuwe viaduct werd aangesloten op een viaduct dat dient als oprit naar de RAI. Dat viaduct bleef sloop bespaard; het is vermoedelijk een creatie van Alexander Bodon, die grote delen van de gebouwen van het RAI-complex ontwierp. 
Na de oplevering werd het voor voetgangers en fietsers opnieuw passen en meten. Vanaf 2018 werd er direct ten zuiden van viaduct 856 in De Groene Zoom, die hier sneuvelde, gebouwd aan een vestiging van NH Hotel Group, ontworpen door Office for Metropolitan Architecture  van Rem Koolhaas, de oplevering van dat gebouw wordt verwacht in 2020.  

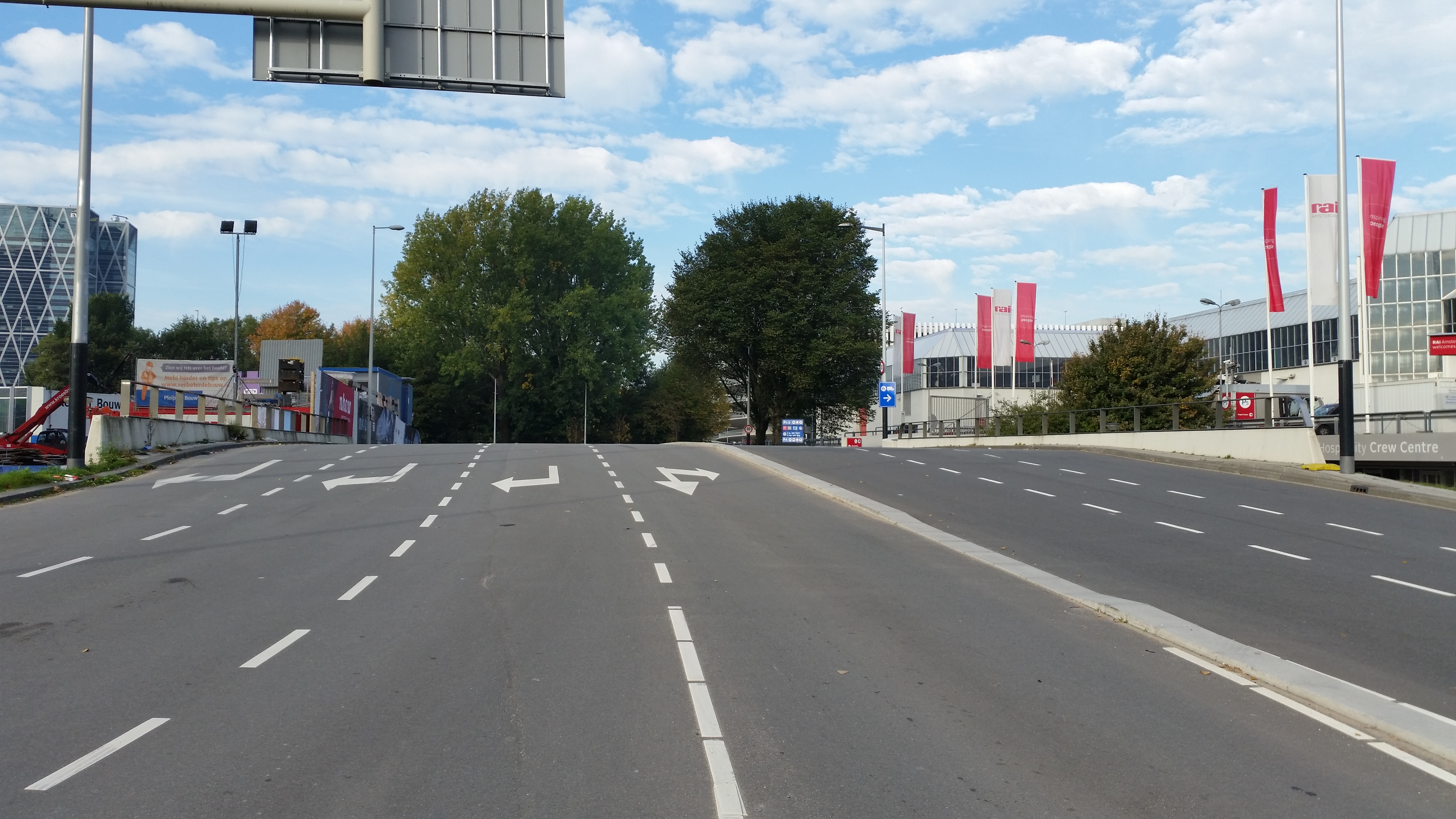
Het rijdek van brug 856 (oktober 2018)

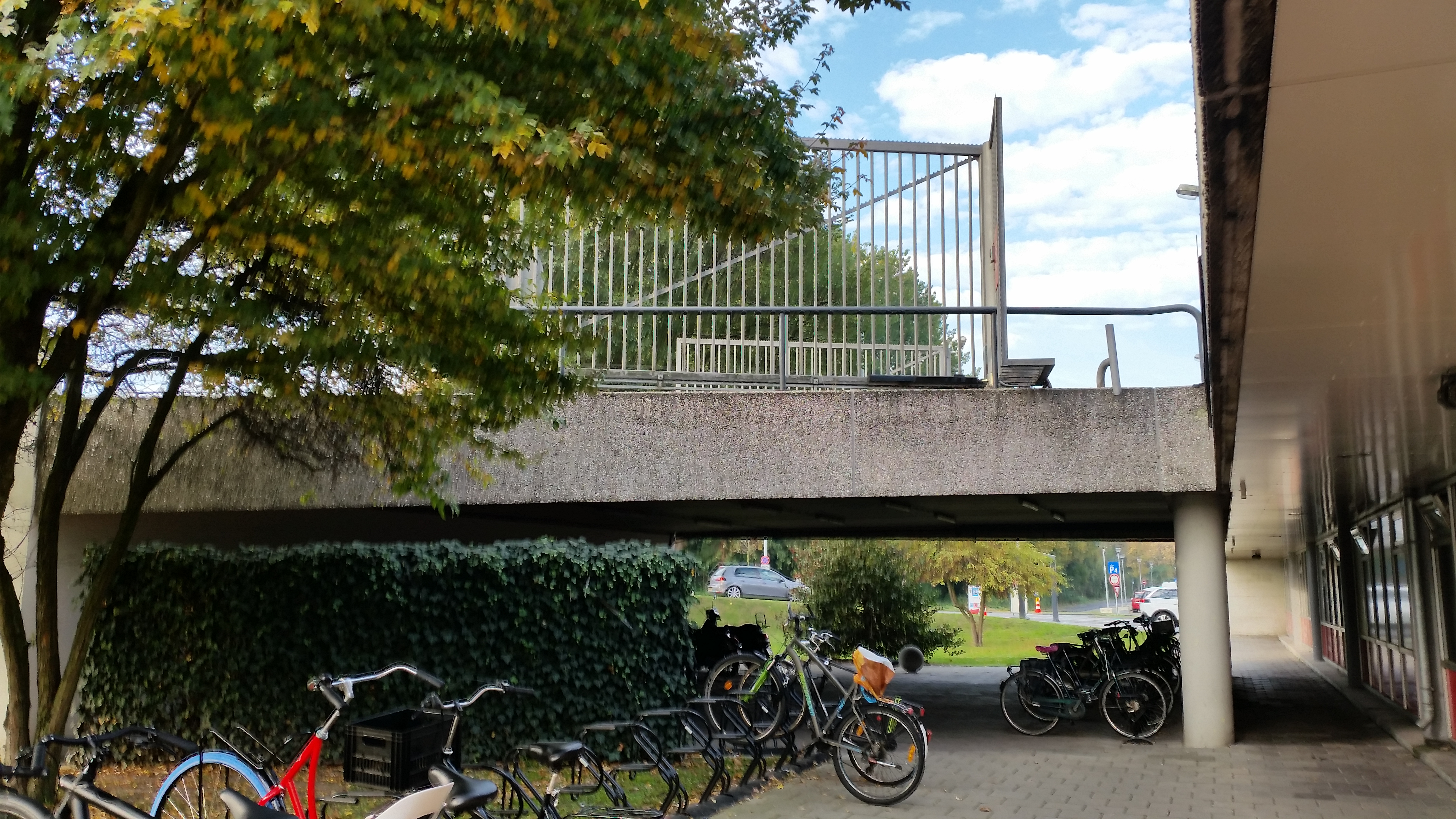
Viaduct dat aansluit op brug 856 (oktober 2018)

<<< · 801 · 802 · 803 · 804 · 805 · 808 · 811 · 812 · 813 · 814 · 815 · 816 · 817 · 818 · 819 · 820 · 821 · 822 · 823 · 824 · 825 · 826 · 827 · 828 · 829 · 830 · 831 · 832 · 833 · 834 · 835 · 836 · 837 · 838 · 839 · 840 · 841 · 842 · 844 · 845 · 846 · 848 · 849 · 850 ·  854 · 856 · 857 · 858 · 859 · 860 · 863 · 864 · 865 · 866 · 867 · 868 · 869 · 870 · 871 · 872 · 873 · 875 · 876 · 877 · 889 · 890 · 891 · 892 · 893 · 895 · 896 · 897 · 898 · 899 · >>>
Brugnummers 800, 806, 807, 809, 810, 843 (gesloopt, Uilenstede, Amstelveen), 847 (Uilenstede, Amstelveen) , 851 (gesloopt, Dirk Sterenberg), 852 (gesloopt, Dirk Sterenberg), 853 (gesloopt, Dirk Sterenberg), 855, 861, 862, 874, 878, 879, 880, 881, 882, 883, 884, 885, 886, 887, 888, 894 zijn niet (meer) vergeven.